# Nabonassar (século VII a.C.)
Nabonassar (em acádio:  Nabû-nāṣir, que significa "Nabu (é) protetor") foi um sumo-sacerdote (šatammu) do templo Eana, em Uruque, durante o reinado do rei assírio Assaradão (r. 681–669 a.C.), atestado como tal de 678 a 675 a.C. É muito provável que ele tenha sido o pai de Nabucodonosor, governador de Uruque sob o reinado de Assurbanípal (r. 668–631 a.C.), e o avô de Nabopolassar (r. 626–605 a.C.), o primeiro rei do Império Neobabilônico, tornando Nabonassar o progenitor dos reis da dinastia caldeia.
Além de Nabucodonosor, é provável que Nabonassar também fosse pai de 	Belubalite, que está registrado como sumo-sacerdote do mesmo templo em 642 a.C., e do colega e irmão de Belubalite, Nabu-Usabessi.